# Gorączka krwotoczna krymsko-kongijska
Gorączka krwotoczna krymsko-kongijska – wysoce śmiertelna choroba wirusowa opisana w 1944 roku na Krymie, a następnie w 1969 w Kongo.

## Zasięg geograficzny
Występowanie choroby potwierdzano na obszarze Kazachstanu i Uzbekistanu, Pakistanu, Iraku i Półwyspu Arabskiego, Rosji (w okolicach Rostowa i Astrachania), północno-zachodnich Chinach, Afryce południowej i centralnej, ale także w Albanii, Bułgarii, Turcji, Czarnogórze (2009), Bośni i Hercegowinie oraz Hiszpanii (2016).

## Etiologia
Gorączkę krymsko-kongijską wywołuje wirus CCHF (Crimean-Congo hemorrhagic fever), Nairovirus z rodziny Bunyaviridae. Rezerwuarem i wektorem są kleszcze (głównie Hyalomma). Do zarażenia u ludzi dochodzi drogą odkleszczową, bądź poprzez kontakt z krwią zainfekowanych zwierząt (bydło, kozy, owce, zające). Choroba może być także przeniesiona pomiędzy ludźmi drogą krwiopochodną, bądź poprzez kontakt z innymi płynami ustrojowymi (udokumentowano zakażenia wewnątrzszpitalne spowodowane niedostateczną sterylizacją narzędzi medycznych, stosowaniem igieł wielokrotnego użytku oraz zanieczyszczeniem materiałów medycznych).

## Objawy i przebieg
Początek choroby jest nagły, pojawiają się ból głowy i stawów, wysoka gorączka, bóle brzucha i wymioty. Często występują zaczerwienienie twarzy, przekrwienie spojówek i błony śluzowej gardła oraz wybroczyny na podniebieniu. Możliwe są żółtaczka, a w niektórych przypadkach zaburzenia nastroju i percepcji.
Wraz z postępem choroby (po 4 dniach – 2 tygodniach) dochodzi do powstawania masywnych podbiegnięć krwawych, ciężkich krwotoków z nosa oraz niekontrolowanych krwawień w miejscach iniekcji.
Śmiertelność u chorych hospitalizowanych, z potwierdzoną gorączką krymsko-kongijską, szacuje się na 9 do 50%.

## Diagnostyka
Rozpoznanie potwierdza się izolując wirusa z próbki krwi, wykrywając obecność jego materiału genetycznego (RT-PCR) albo oznaczając antygeny wirusowe bądź przeciwciała przeciwko CCHF testem ELISA.

## Leczenie
Postępowanie głównie objawowe, polegające na utrzymywaniu równowagi kwasowo-zasadowej i wodno-elektrolitowej oraz leczeniu wtórnych zakażeń.
Istnieją doniesienia o skuteczności rybawiryny.

## Szczepienie
Szczepionki nie opracowano.